# Diocesi di Resaina
La diocesi di Resaina (in latino Dioecesis Rhesainensis) è una sede soppressa del patriarcato di Antiochia e una sede titolare della Chiesa cattolica.

## Storia
Resaina, forse identificabile con Ra's al-'Ayn nell'odierna Siria, è un'antica sede episcopale della provincia romana della Mesopotamia nella diocesi civile d'Oriente. Faceva parte del patriarcato di Antiochia ed era suffraganea dell'arcidiocesi di Dara.
Le Quien, nell'opera Oriens Christianus, menziona la ecclesia Rhaesinae sive Theodosiopolis, suffraganea di Edessa nella provincia dell'Osroene. Inizialmente suffraganea di questa metropoli, nel VI secolo è assegnata alla nuova sede metropolitana di Dara, fino a diventare lei stessa metropoli nel X secolo in sostituzione di Dara.
Sono noti diversi vescovi di quest'antica diocesi. Antioco prese parte al concilio di Nicea del 325. Eunomio visse nella prima metà del V secolo, menzionato nella storia ecclesiastica di Teodoreto di Cirro, poiché salvò la città durante l'assedio di Bahram V di Persia. Giovanni fu presente ai sinodi di Antiochia nel 445 e di Beirut nel 449. Andrea fu cacciato dalla sua sede, verso la fine del V secolo, dall'imperatore Zenone, su istigazione di Pietro Fullo. Pietro, vescovo monofisita, fu espulso dalla sua sede nel 518 per ordine di Giustino I, ma fu reintegrato nel 527 all'avvento sul trono imperiale di Giustiniano I e prese parte al colloquio di Costantinopoli del 533. Asilo (o Ascolio) visse nella prima metà del VI secolo. Un catalogo episcopale, attribuito a Ebedjesu, riporta il nome del vescovo Daniele di Resaina a metà del VI secolo. Addai fu installato come vescovo dal re persiano Cosroe II nel 622.
Dal XVIII secolo Resaina è annoverata tra le sedi vescovili titolari della Chiesa cattolica; la sede è vacante dal 21 gennaio 1972.

## Cronotassi

### Vescovi greci
- Antioco † (menzionato nel 325)
- Eunomio † (primo metà del V secolo)
- Giovanni † (prima del 445 - dopo il 449)[4]
- Andrea † (? - fine V secolo esiliato)
  - Pietro † (? - circa 518 deposto) (vescovo monofisita)
  - Pietro † (527 - dopo il 533) (vescovo monofisita) (per la seconda volta)
- Asilo (o Ascolio) † (prima metà del VI secolo)
- Daniele † (metà del VI secolo)
- Addai† (622 - ?)[5]

### Vescovi titolari
- Joseph-Louis Coudé, M.E.P.[6] † (15 gennaio 1782 - 8 gennaio 1785 deceduto)
- Alexander MacDonell † (12 gennaio 1819 - 27 gennaio 1826 nominato vescovo di Kingston)
- Antonio María de Jesús Campos Moreno † (19 dicembre 1834 - 12 gennaio 1851 deceduto)
- Francis McNeirny † (22 dicembre 1871 - 12 ottobre 1877 succeduto vescovo di Albany)
- Tommaso Bichi † (16 dicembre 1880 - 1901 deceduto)
- Domenico Scopelliti † (15 dicembre 1919 - 16 aprile 1922 deceduto)
- Vicente Huarte San Martín, S.I. † (26 aprile 1922 - 23 agosto 1935 deceduto)
- Joseph Gionali (Gjonali) † (30 ottobre 1935 - 20 dicembre 1952 deceduto)
- Gerardo Valencia Cano, M.X.Y. † (24 marzo 1953 - 21 gennaio 1972 deceduto)